# Ha nascut una estrella (pel·lícula de 2018)
Ha nascut una estrella (títol original en anglès, A Star Is Born) és una pel·lícula estatunidenca romàntica, dramàtica i musical dirigida per Bradley Cooper. És la tercera adaptació cinematogràfica d'Ha nascut una estrella de 1937, que va ser dirigida per William A. Wellman. Ha estat doblada i subtitulada al català.

## Argument
El film és protagonitzat per Bradley Cooper, Lady Gaga, Sam Elliott, Andrew Dice Clay i Dave Chappelle. El seu guió, adaptat per Cooper, Will Fetters i Eric Roth, narra la història de Jackson Maine (Cooper), un músic country addicte a l'alcohol i les drogues que descobreix a una jove cantant anomennada Ally (Gaga) i tracta de mostrar el seu talent al món, de qui acaba enamorat i decideix ajudar-la en la seva carrera.

## Estrena
El film va ser projectat per primera vegada el 31 d'agost de 2018 al Festival Internacional de Cinema de Venècia i es va estrenar oficialment als cinemes dels Estats Units el 5 d'octubre de 2018 sota la distribució de Warner Bros Pictures.

## Recepció
La pel·lícula va rebre vuit nominacions a l'Oscar, cinc als Globus d'Or i set als BAFTA. Entre tots els reconeixements que va obtenir en diferents certàmens cinematogràfics, el més destacat va ser la cançó original que acompanya el llargmetratge, Shallow, un tema que va ser guardonat amb l'Oscar a la millor cançó original i el BAFTA.